# Tolypocladium longisegmentatum
Tolypocladium longisegmentatum (Ginns) C.A. Quandt, Kepler & Spatafora – gatunek grzybów z rodziny Ophiocordycipitaceae.

## Systematyka i nazewnictwo
Pozycja w klasyfikacji według Index Fungorum: Tolypocladium, Ophiocordycipitaceae, Hypocreales, Hypocreomycetidae, Sordariomycetes, Pezizomycotina, Ascomycota, Fungi.
Po raz pierwszy zdiagnozował go w 1988 r. James Herbert Ginns nadając mu nazwę Cordyceps longisegmentata. Obecną, uznaną przez Index Fungorum nazwę nadali mu C.A. Quandt, Kepler i Spatafora w 2014 r. (w nieprawidłowej odmianie gramatycznej longisegmentis)
Synonimy naukowe:
- Cordyceps longisegmentata Ginns 1988
- Elaphocordyceps longisegmentum (Ginns) G.H. Sung, J.M. Sung & Spatafora 2007[1].

## Morfologia
Główka
Średnica 0,8-1,2 (1,5) cm, mocno osadzona na trzonie. Powierzchnia o barwie od ciemnobrązowej do czarnobrązowej, często z małymi brązowymi plamkami. W stanie dojrzałym wypełniona jest zarodnikami.
Trzon
Wysokość 10–13 cm, średnica do 0,7 cm, początkowo cytrynowożółty, później brązowożółty, często czarno lub czarnobrązowo kropkowany, z ciemniejszą podstawą i żółtawą grzybnią u podstawy.
Miąższ
W młodych okazach białawy, potem jasnożółty, bez zapachu, o łagodnym lub nieco gorzkim smaku.
Cechy mikroskopowe
Komórki perytecjum elipsoidalne, 500 × 300 µm. Worki cylindryczne, wąsko elipsoidalne, 440 × 10 µm. Zarodniki brązowe, 36–42 µm × 4 µm.
Gatunki podobne
Od Tolypocladium inusitaticapitatum odróżnia się dłuższym trzonem (13 cm długości w stanie świeżym i do 11 cm w stanie suszonym) oraz dłuższymi zarodnikami (12–)40–65 μm.

## Charakterystyka
Znane jest występowanie Tolypocladium longisegmentatum we wschodniej części Ameryki Północnej, w Europie i Rosji. W Polsce podano kilka jego stanowisk pod nazwą Elaphocordyceps longisegmentis, po raz pierwszy w 2006 r. Podaje je także internetowy atlas grzybów. Znajduje się w nim w rejestrze gatunków zagrożonych i wartych objęcia ochroną.
Grzyb pasożytniczy rozwijający się na podziemnych owocnikach grzybów z rodzaju Elaphomyces (jeleniak).